# Susanne la Diaconesse
Susanne la Diaconesse (en grec : Σωσάννα ἡ διακόνισσα (Sósanna i diakónissa)) est une diaconesse, sainte travestie et martyre qui aurait vécu en Palestine au IVe siècle.
Selon ses hagiographies, elle choisit de se consacrer entièrement à la foi chrétienne en se travestissant en homme et en rejoignant un monastère masculin sous le nom de « Jean ». Là, elle mène une vie pieuse jusqu'à ce qu'elle soit découverte à la suite de fausses accusations de viol au sein de la communauté monastique. Elle est ensuite nommée diaconesse par l'évêque d'Éleuthéropolis. Enfin, elle aurait été martyrisée dans des circonstances tragiques au début du IVe siècle dans cette ville.
Sa mémoire est commémorée le 15 décembre dans l'Église orthodoxe.

## Biographie
Selon les récits hagiographiques la concernant, Susanne serait née en Palestine sous le règne de l'empereur Maximien (286–305). Sa mère, Martha, serait d'origine juive, tandis que son père serait un prêtre païen grec nommé Artemios,. Elle aurait été pieuse dès son jeune âge et se serait convertie de son plein gré, ayant été catéchisée puis baptisée par un prêtre nommé Silvanos.
Après la mort de ses parents, elle aurait vendu tous ses biens, distribué toute sa fortune aux pauvres, et décidé de rejoindre un monastère masculin à Jérusalem,. Se déguisant en homme, elle se serait coupé les cheveux et aurait adopté le nom de « Jean »,. Là, elle se serait distinguée par sa piété et aurait finalement été nommée archimandrite.
Sa vie dans le monastère aurait été relativement paisible pendant environ vingt ans après son arrivée. Cependant, elle aurait été accusée par une visiteuse de tenter de la violer. Les hagiographies affirment son innocence, soutenant que la vérité serait que l'accusatrice aurait en réalité tenté de la séduire et, n'y parvenant pas, aurait résolu de l'accuser de viol à la place.
Elle aurait accepté les accusations et même présenté des excuses. Cependant, lorsque l'évêque d'Éleuthéropolis aurait visité le monastère pour évaluer la situation et mener sa propre enquête, elle aurait révélé à deux religieuses vierges qu'elle était une femme,. L'évêque aurait été ému par sa foi, décidant de la consacrer diaconesse et l'invitant à l'accompagner à Éleuthéropolis,.
Dans cette ville, elle aurait ensuite été martyrisée par un homme nommé Alexandre après avoir refusé de « sacrifier aux idoles ». Susanne aurait eu les seins coupés, lesquels auraient ensuite été miraculeusement restaurés par Dieu,. Elle aurait ensuite été forcée de boire du plomb fondu, mais lorsque cela n'aurait pas eu non plus raison d'elle, elle aurait finalement été battue et exécutée en étant brûlée vive sur le bûcher.

## Postérité
Anastasios Quaestor et/ou Balbos, deux célèbres hymnographes byzantins du IXe siècle, composent plusieurs canons en son honneur. Sa mémoire est commémorée le 15 décembre dans l'Église orthodoxe.